# Katowice
Ne doit pas être confondu avec Katovice ou Kotowice.
Katowice (prononcé en polonais : /ka.tɔ.ˈvʲi.t͡sɛ/ ) (/ka.to.vis/) en français, (en allemand : Kattowitz ; en silésien : Katowicy) est la dixième plus grande ville de Pologne dans ses limites administratives. C'est également le chef-lieu de la voïvodie de Silésie. La ville est l'un des principaux centres industriels d'Europe, mais c'est surtout la plus importante ville de la région urbaine de Katowice, une conurbation comptant 3 487 000 habitants. Selon Eurostat, l'aire métropolitaine de Katowice est la onzième zone urbaine la plus importante de l'Union européenne juste derrière Milan mais devant Stuttgart.
Située sur la Kłodnica et la Rawa, la ville fut anciennement connue sous le nom de Kątowicze, en allemand Kattowitz et puis brièvement après la mort de Joseph Staline, Stalinogród (1953-1956). Fondée tardivement au cours du XIXe siècle, la ville prospéra au cours du XXe siècle grâce à l'exploitation du charbon et à son entrée dans l'ère industrielle. L'industrialisation fut massive avec un développement important de l'industrie lourde si bien que Katowice devint rapidement une des plus grandes métropoles industrielles d'Europe.
Katowice a reçu le Prix de l'Europe de 2008, remis par le Conseil de l'Europe.

## Histoire et économie
La région de Katowice fut habitée par les Silésiens depuis les tout premiers siècles. Tout d’abord dirigée par la dynastie des Piast, elle tomba sous la coupe des Habsbourg après l’extinction de la lignée des ducs silésiens.

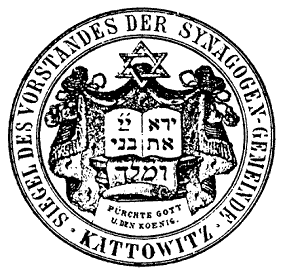
Sceau de la communauté juive de Kattowitz (av. 1918)

Le village lui-même fut fondé au XIXe siècle, une période durant laquelle la région appartenait au Royaume de Prusse, et gagna le statut de ville en 1865.
Principalement habitée par des Allemands, des Silésiens, des Polonais, comportant une part importante de population de religion juive, Katowice devint polonaise sous la Seconde république entre 1918 et 1921.
La ville prospéra et se développa grâce à ses grandes ressources minières (principalement le charbon) présentes dans les massifs montagneux alentour. L'exploitation des minéraux accélérée par la révolution industrielle contribua à une forte croissance de la population, ainsi qu’au développement de l'industrie de l'acier et de la transformation des minéraux. Cette industrialisation à outrance ne fut pas sans conséquences sur l’environnement et sur la santé de la population après la Seconde Guerre mondiale. Toutefois, ce problème, qui ne fut pas pris en compte par les gouvernements communistes, tend à disparaître progressivement avec les gouvernements qui suivirent la chute du mur.
Pendant une courte période (1953-1956), la ville fut rebaptisée Stalinogród - « Staline-Ville » par le gouvernement communiste pro-soviétique.

## Climat
| Mois                                             | jan.       | fév.      | mars       | avril     | mai       | juin      | jui.      | août      | sep.      | oct.      | nov.       | déc.       | année     |
| ------------------------------------------------ | ---------- | --------- | ---------- | --------- | --------- | --------- | --------- | --------- | --------- | --------- | ---------- | ---------- | --------- |
| Température minimale moyenne (°C)                | −4,3       | −3,4      | −0,7       | 3,5       | 8         | 11,7      | 13,3      | 12,9      | 8,9       | 4,6       | 0,9        | −2,9       | 4,4       |
| Température moyenne (°C)                         | −1,2       | 0,1       | 3,6        | 9,3       | 13,8      | 17,3      | 19,1      | 18,6      | 13,7      | 8,9       | 4,2        | 0          | 9         |
| Température maximale moyenne (°C)                | 1,8        | 3,7       | 8,2        | 14,9      | 19,6      | 22,9      | 24,9      | 24,6      | 19,2      | 13,7      | 7,8        | 2,7        | 13,7      |
| Record de froid (°C) date du record              | −27,4 1987 | −30 1956  | −20,8 1971 | −8,2 2002 | −3,4 1962 | −0,3 1958 | 4,8 1991  | 3,1 1984  | −3,4 1970 | −8 1991   | −16,3 1989 | −24,4 1996 | −30 1956  |
| Record de chaleur (°C) date du record            | 14,7 1971  | 18,8 1990 | 22,8 1974  | 29,5 2012 | 32,2 2005 | 34,6 2000 | 35,7 1957 | 37,2 2013 | 34,4 2015 | 26,6 2001 | 20,9 1963  | 18,2 1989  | 37,2 2013 |
| Ensoleillement (h)                               | 50,7       | 70,6      | 122,6      | 182,7     | 223,7     | 230,6     | 246,8     | 241,3     | 162,6     | 114,5     | 61,3       | 43         | 1 750,3   |
| Précipitations (mm)                              | 43,8       | 39,4      | 47,7       | 44,9      | 75,7      | 78,7      | 103,8     | 73,1      | 69,9      | 53,4      | 49         | 43,8       | 723,2     |
| dont neige (cm)                                  | 197,4      | 173,8     | 67,3       | 10,2      | 0         | 0         | 0         | 0         | 0         | 0,6       | 26,1       | 88,7       | 564,1     |
| Nombre de jours avec précipitations              | 10,1       | 9,1       | 9,7        | 7,9       | 10,3      | 10        | 10,8      | 9         | 9         | 9,1       | 9,2        | 9,5        | 113,8     |
| dont nombre de jours avec précipitations ≥ 10 mm | 0,5        | 0,6       | 1,2        | 1         | 2,4       | 2,1       | 3         | 2,5       | 2,4       | 1,6       | 1,3        | 0,8        | 19,2      |
| Humidité relative (%)                            | 84,6       | 80,5      | 74,1       | 66,5      | 69,8      | 70,8      | 71,8      | 73,4      | 79,6      | 83        | 85,9       | 86,3       | 77,2      |
| Nombre de jours avec neige                       | 17,7       | 15,2      | 6,1        | 1,4       | 0         | 0         | 0         | 0         | 0         | 0,2       | 4,4        | 13,1       | 58,1      |

| Diagramme climatique                                  |             |             |             |           |              |               |              |             |             |          |             |
| J                                                     | F           | M           | A           | M         | J            | J             | A            | S           | O           | N        | D           |
| 1,8−4,343,8                                           | 3,7−3,439,4 | 8,2−0,747,7 | 14,93,544,9 | 19,6875,7 | 22,911,778,7 | 24,913,3103,8 | 24,612,973,1 | 19,28,969,9 | 13,74,653,4 | 7,80,949 | 2,7−2,943,8 |
| Moyennes : • Temp. maxi et mini °C • Précipitation mm |             |             |             |           |              |               |              |             |             |          |             |

## Transports
La ville est desservie par un réseau de tramway ainsi qu'un réseau d'autobus.

## Enseignement
- Université de Silésie
- Université de Médecine de Silésie
- Université d'Économie de Katowice
- Université de Technologie de Silésie
- Académie de musique Karol Szymanowski de Katowice
- Université des sciences sociales et humaines

## Culture et divertissements

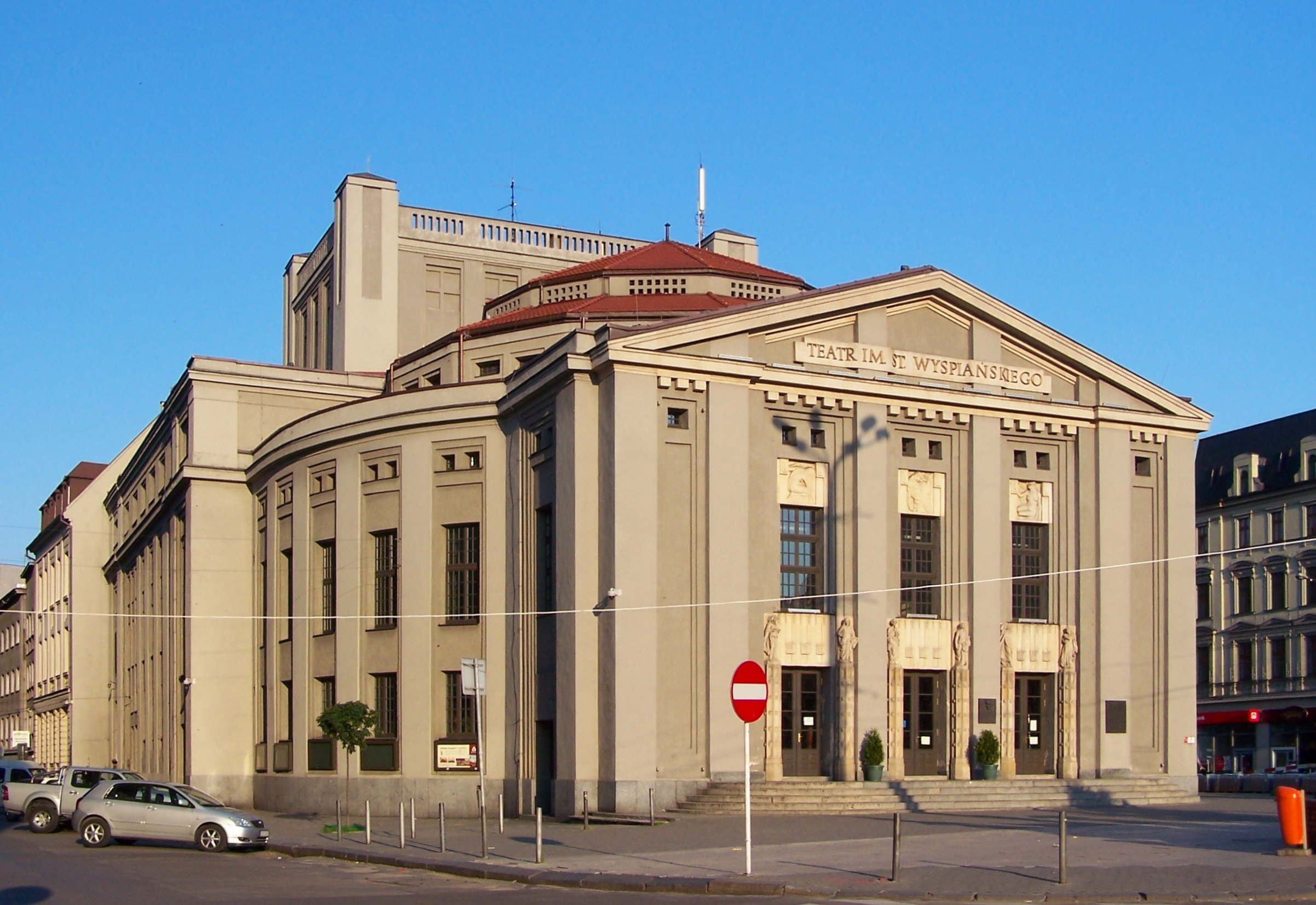
Katowice, Théâtre de Silésie.

### Théâtres
- Théâtre de Silésie (Teatr Śląski im. Stanisława Wyspiańskiego)
- Théâtre de l'Athénée (Teatr Ateneum)
- Théâtre Korez (Teatr Korez)
- Théâtre Cogitatur (Teatr Cogitatur)
- Ciné-théâtre Rialto (Kinoteatr Rialto)

### Musique
- Orchestre philharmonique de Silésie (Filharmonia Śląska)
- Estrade de Silésie (Estrada Śląska)
- Scena GuGalander
- Orchestre symphonique national de la radio polonaise (Narodowa Orkiestra Symfoniczna Polskiego Radia)
- "Camerata Silesia" Chanteurs de la ville de Katowice- Chef de chœur : Mme Anna Szostak-Kierownik

### Cinémas
- IMAX
- Cinema City - Punkt rozrywki 44
- Cinema City - Silesia City Center
- Multiplex Helios  (Centrum Filmowe Helios)
- Cinéma Światowid (Kino Światowid)
- Ciné-Théâtre Rialto (Kinoteatr Rialto)
- Centre des Arts cinématographiques (Centrum Sztuki Filmowej) (ancien cinéma Cosmos)

### Musées

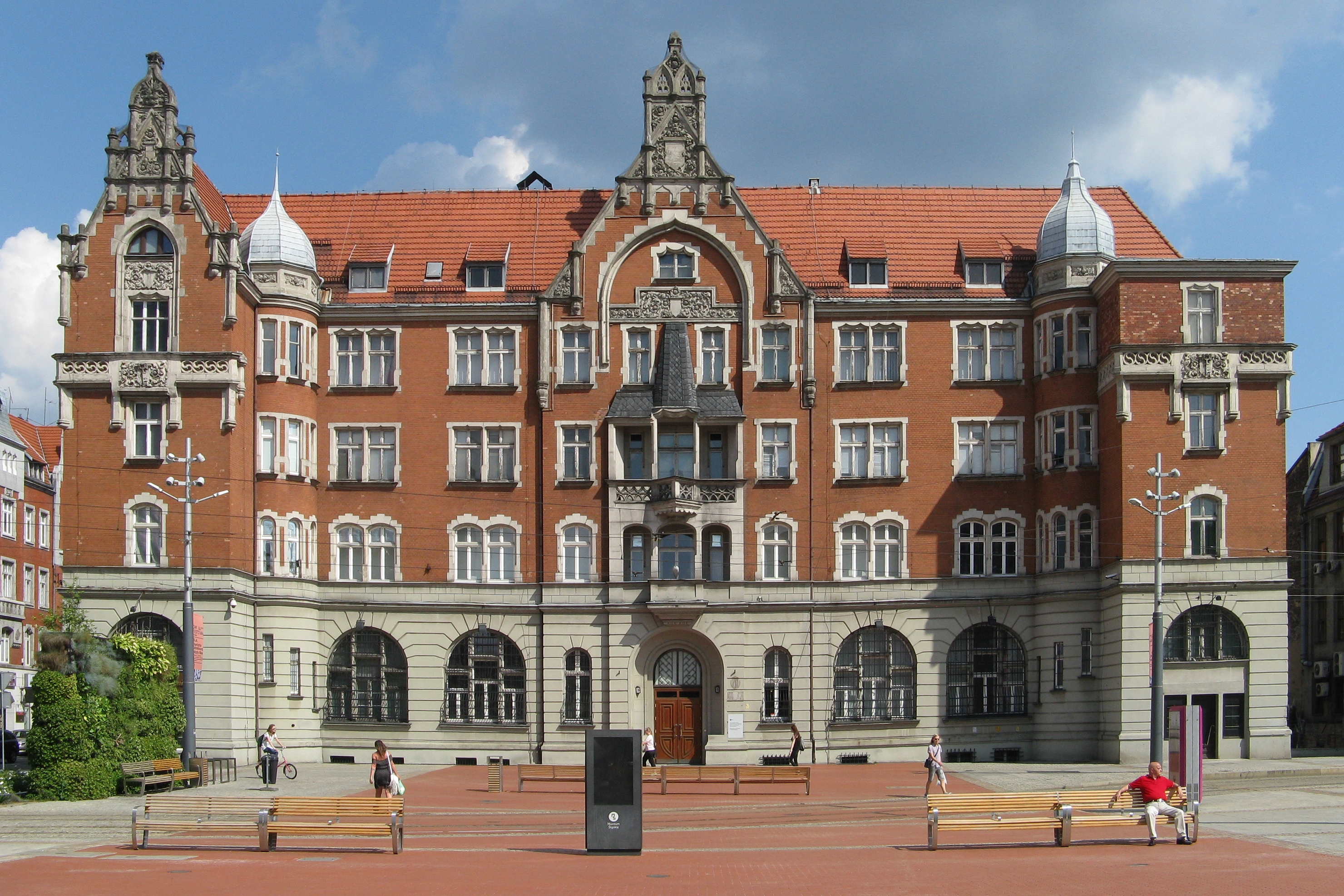
Katowice, Musée de la Silésie.

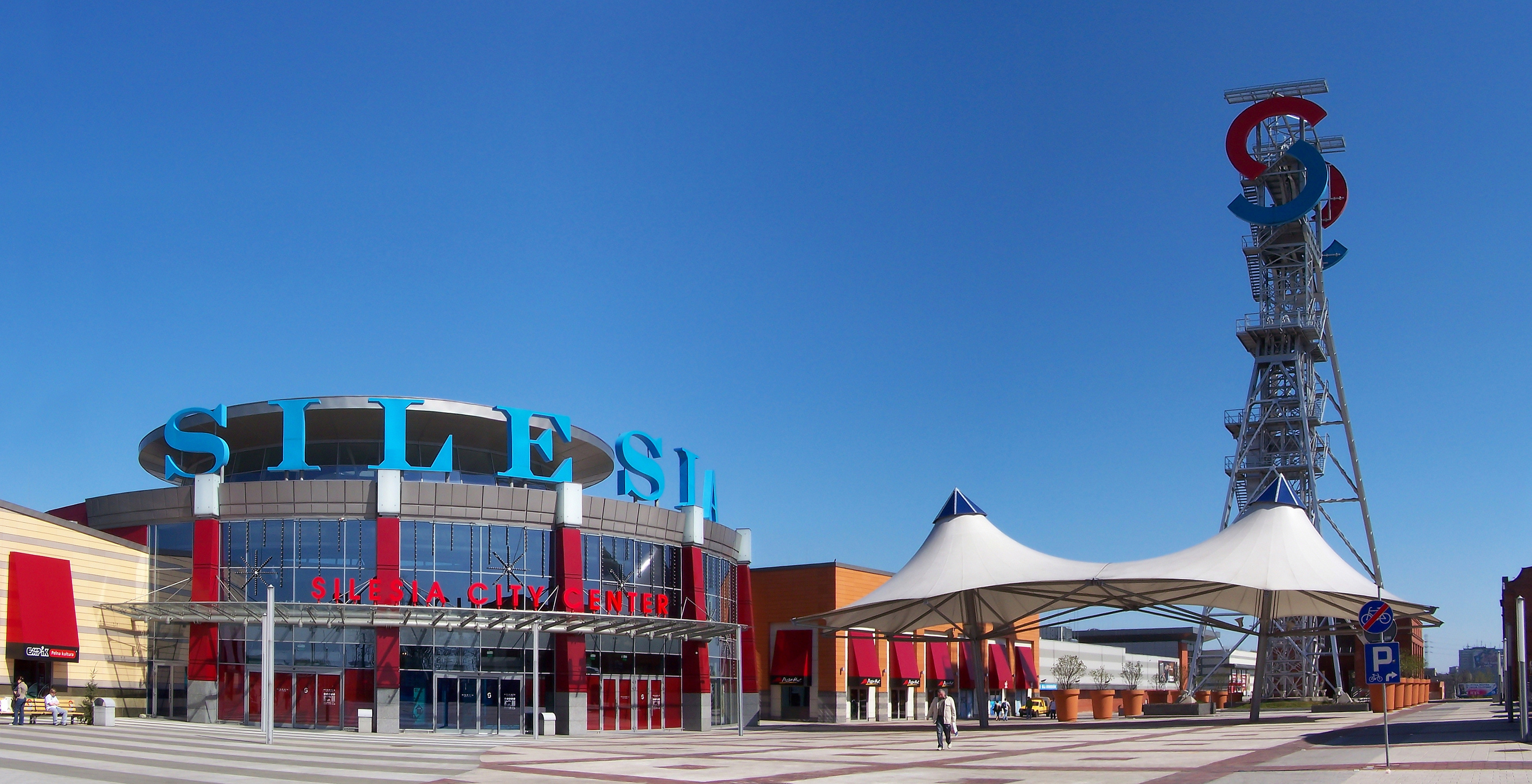
Katowice : « Silesia City Center ».

- Musée de la Silésie (Muzeum Śląskie)
- Musée de l'histoire de Katowice (Muzeum Historii Katowic)
- Musée de l'Archidiocèse (Muzeum Archidiecezjalne)
- Musée de la mission franciscaine (Muzeum Misyjne OO. Franciszkanów)
- Musée P. Stellera (Muzeum Biograficzne P. Stellera)
- Musée du droit et des juristes polonais (Muzeum Prawa i Prawników Polskich)
- Musée des plus petits livres du monde Zygmunt Szkocny (Muzeum Najmniejszych Książek Świata Zygmunta Szkocnego)
- Maison de Silésie (Izba Śląska)
- Centre de la scénographie polonaise (Centrum Scenografii Polskiej)
- Centre silésien du patrimoine culturel (Śląskie Centrum Dziedzictwa Kulturowego)

### Média
- TVP 3 Katowice
- TVN24 - rédaction de Katowice (TVN24 - oddział Katowice)
- Radio Katowice
- Radio Flash
- Radio Roxy FM
- Radio Planeta
- Dziennik Zachodni
- Gazeta Wyborcza - Katowice
- Fakt (gazeta) - rédaction de Katowice

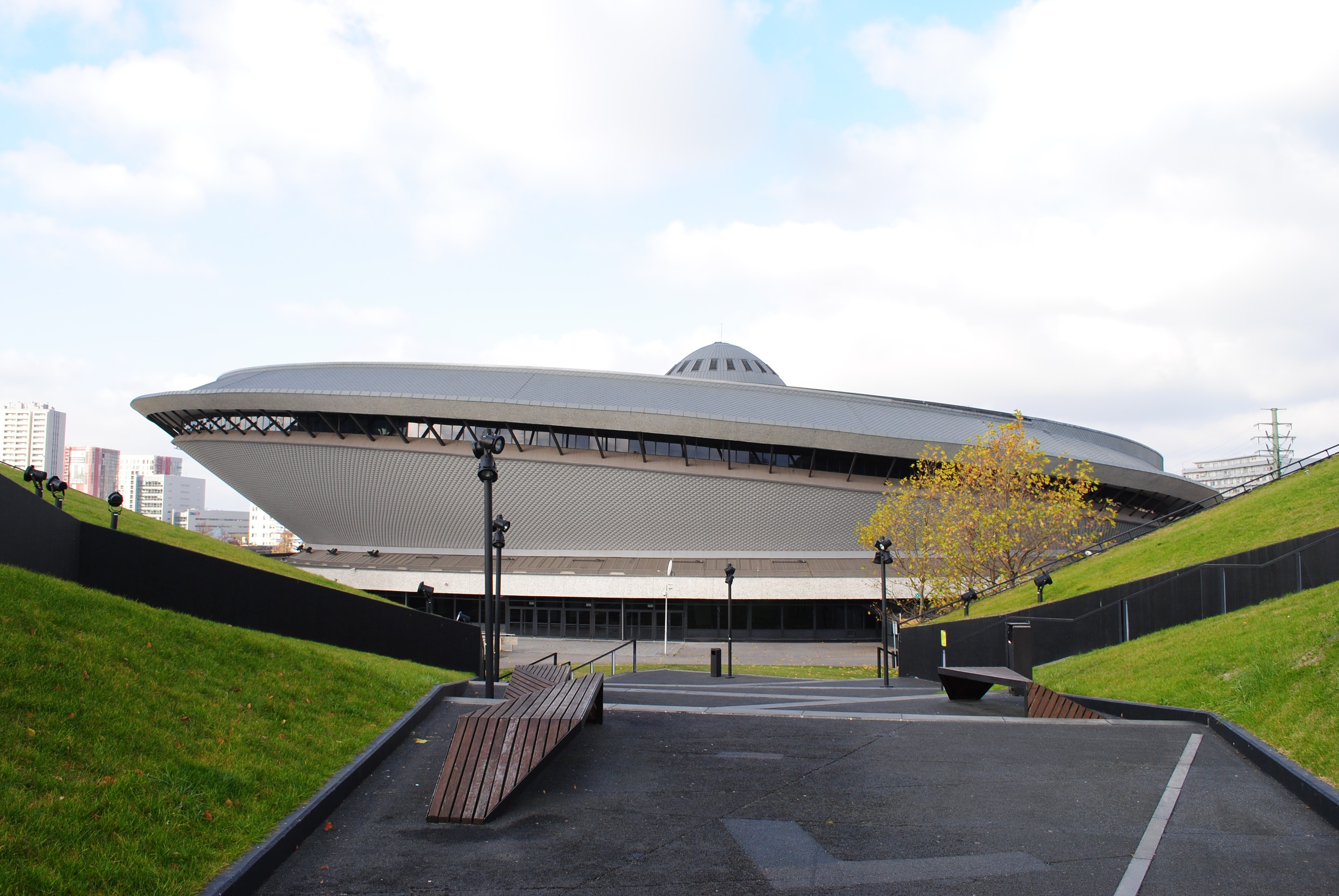
Katowice, Spodek.

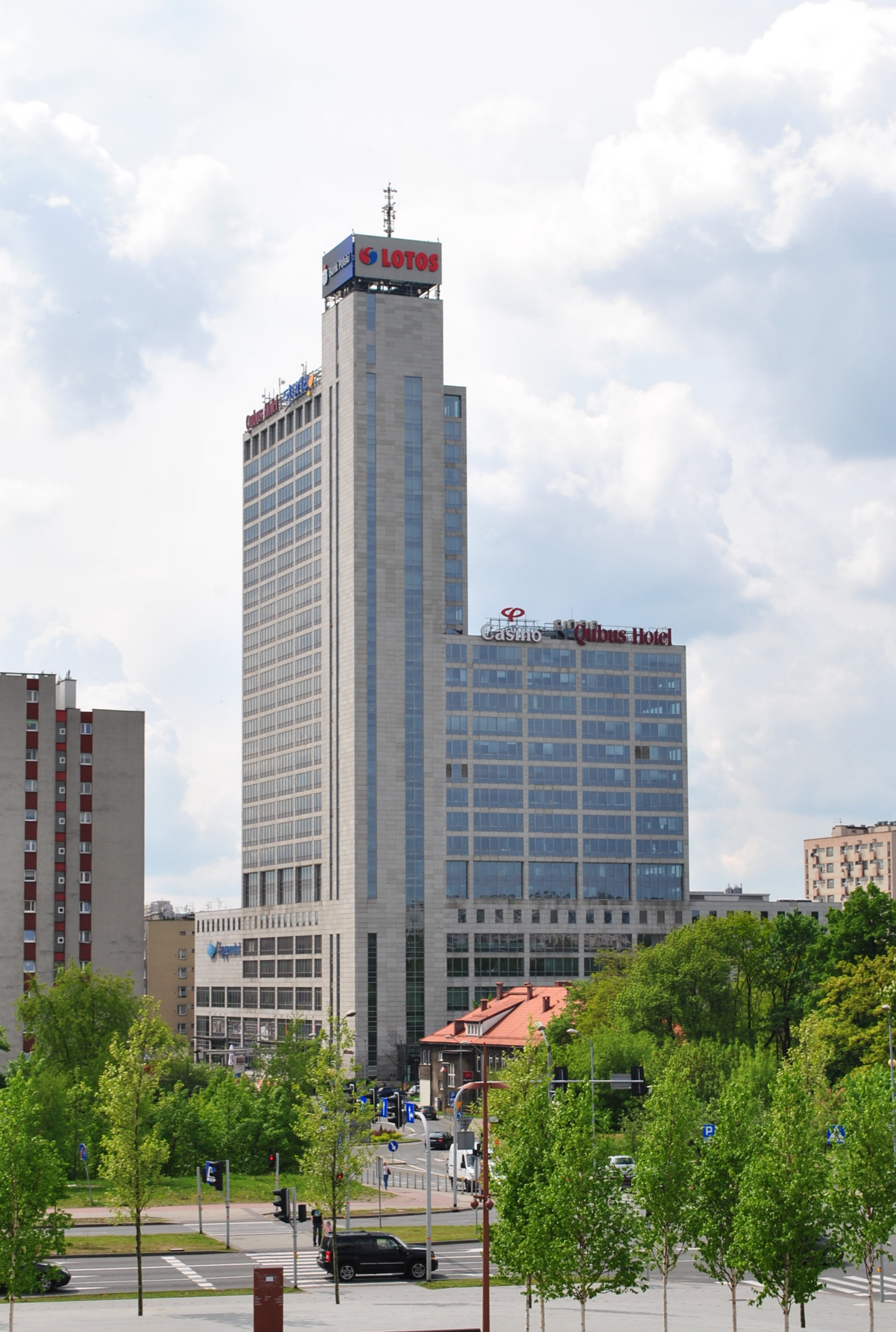
Katowice, gratte-ciel Altus.

- Echo Miasta
- Metro (gazeta) Katowice
- Nowy Przegląd Katowicki
- Sport (gazeta)

### Manifestations culturelles
- Rawa Blues Festiwal - Spodek
- Metalmania - Spodek
- Mayday - Spodek
- Międzynarodowy Konkurs Dyrygentów im. G. Fitelberga
- Międzynarodowy Festiwal Orkiestr Wojskowych
- Międzynarodowa Wystawa Grafiki « Intergrafia »
- Ogólnopolski Festiwal Sztuki Reżyserskiej « Interpretacje »
- Ars Cameralis Silesiae Superioris (Górnośląski Festiwal Sztuki Kameralnej)

### Galeries d'art
- Galerie Sztuki Współczesnej BWA Al. Korfantego 6
- Galerie Sztuki Współczesnej Parnas ul. Kochanowskiego 10
- Galerie Sztuki Atelier 2 ul. Batorego 2
- Galerie Związku Polskich Artystów Plastyków ul. Dworcowa 13
- Galerie Architektury SARP ul. Dyrekcyjna 9
- Galerie Art-Deco pl. Andrzeja 4
- Galerie Fra Angelico ul. Jordana 39
- Galerie Akwarela ul. Mikołowska 26
- Galerie Marmurowa ul. Mikołowska 26
- Galerie Piętro Wyżej
- Galerie Sektor I
- Galerie Szyb Wilson

### Parcs

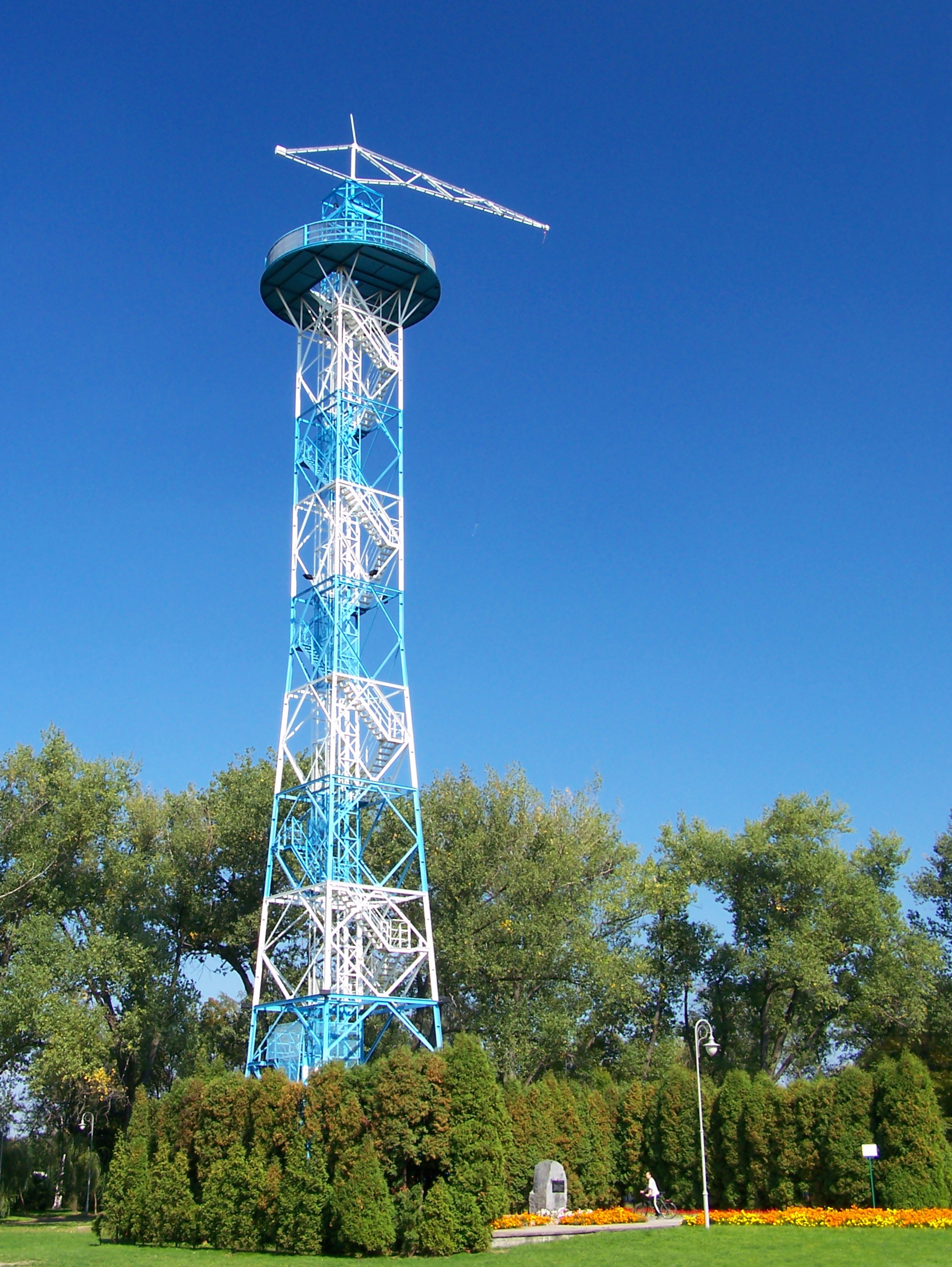
Parc Tadeusz Kościuszko.

- Parc régional de culture et de loisirs de Silésie - Wojewódzki Park Kultury i Wypoczynku
- Parc Tadeusz Kościuszko (Park im. Tadeusza Kościuszki)
- Parc Zadole (Ligota - Panewniki)
- Parc Bolina (Janów - Nikiszowiec)
- Parc Janina-Barbara (Giszowiec)
- Parc des participants olympiques (Park Olimpijczyków) (Szopienice)
- Parc forestier de Katowice (Katowicki Park Leśny)
- Vallée de Murckowska (Murcki)
- Ośrodek Wodno-Rekreacyjny Kleofas (Osiedle Tysiąclecia)
- Vallée des trois étangs (Dolina Trzech Stawów) (Osiedle Paderewskiego - Muchowiec)
- Étangs : Borki, Morawa et Hubertus (Szopienice)
- Place de la Liberté (Plac Wolności) (Śródmieście)
- Place Andrzej (Plac Andrzeja) (Śródmieście)
- Place Miarka (Plac Miarki) (Śródmieście)
- Place du conseil de l'Europe (Plac Rady Europy) (Osiedle Paderewskiego - Muchowiec)
- Place Alfred (Plac Alfreda) (Wełnowiec)
- Place A. Budniok (Plac A. Brudnioka) (Koszutka)
- Place J. Londzin (Plac J. Londzina) (Załęże)
- Place A. Hlond (Plac A. Hlonda) (Śródmieście)

### Tourisme

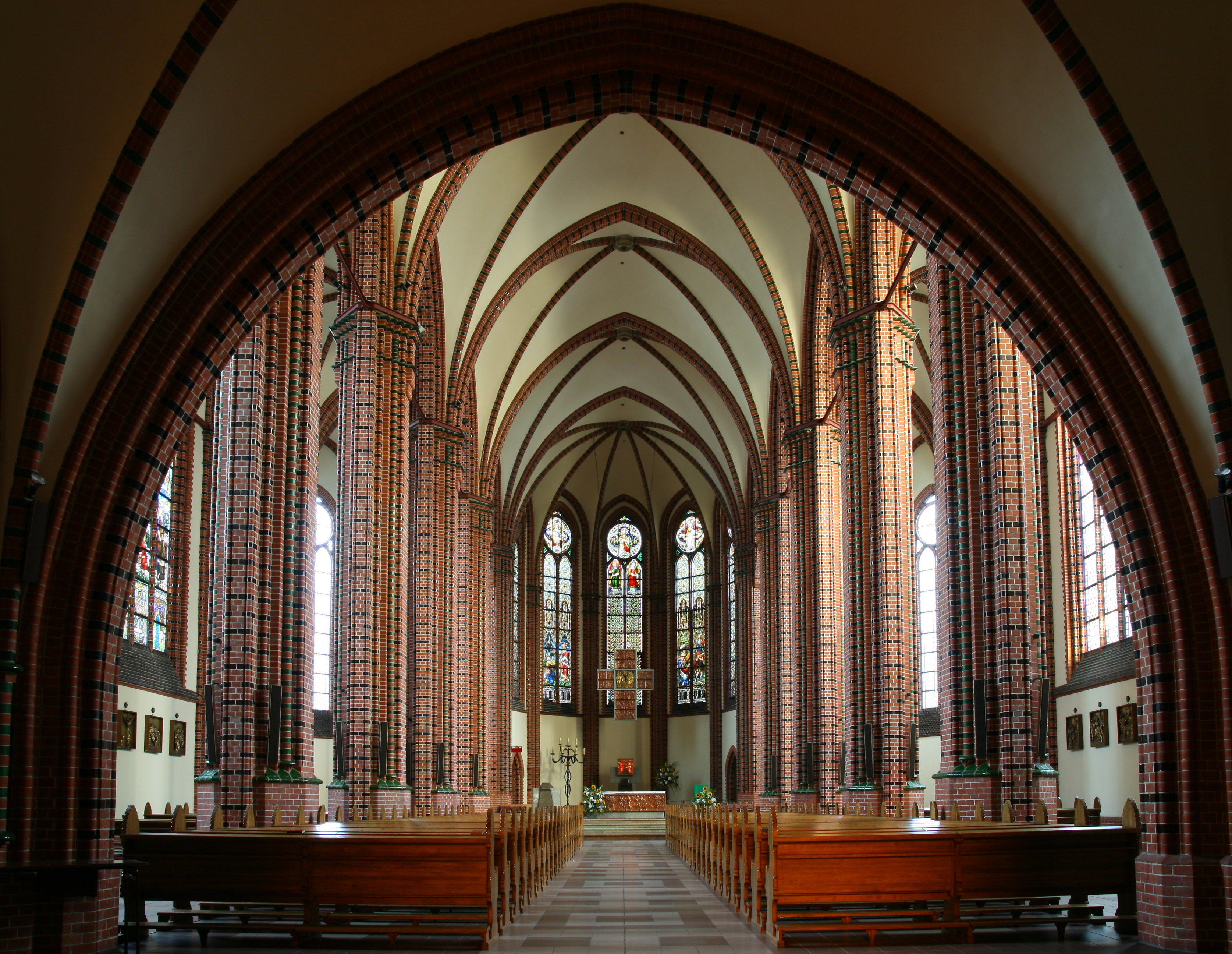
Intérieur de l'église Pierre-et-Paul.

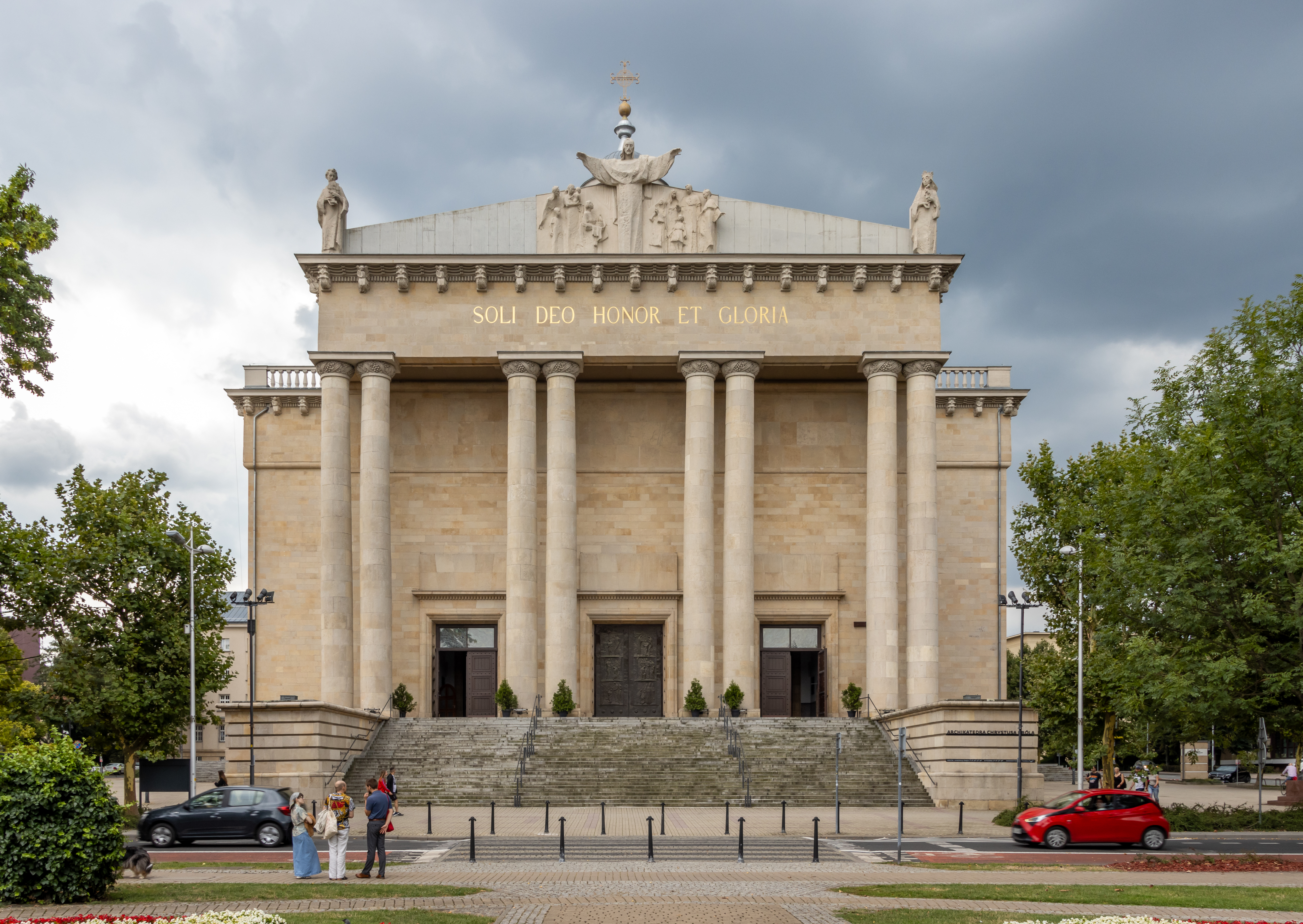
Cathédrale de Katowice.

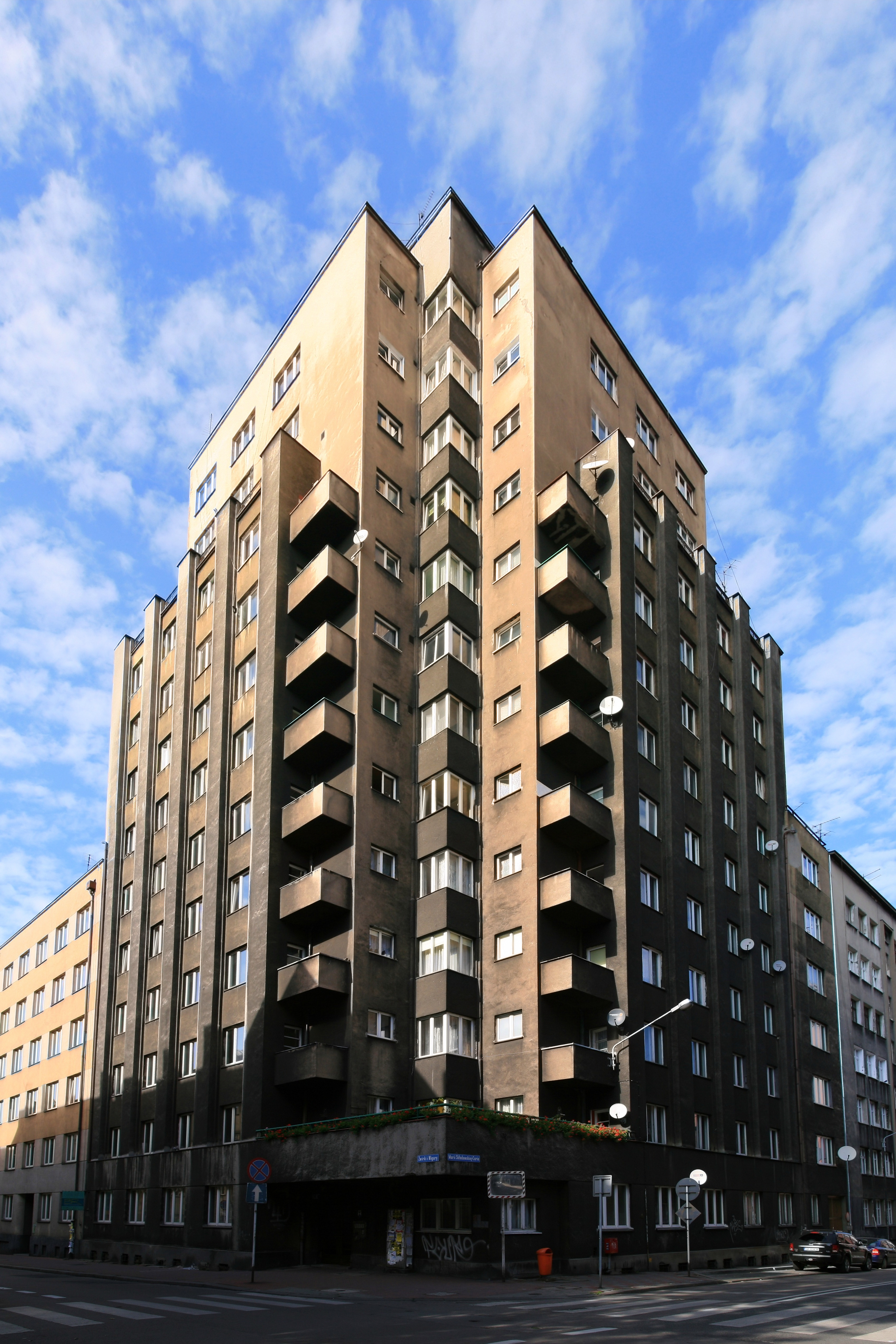
Drapacz Chmur (gratte-ciel).

Le centre-ville possède beaucoup d'immeubles de style Art nouveau (Secesja).
- Le Rynek est le vieux centre comprenant le marché. Une partie des vieux immeubles a été démolie dans les années 1950 pour faire place à des bâtiments modernes de l'époque communiste. Depuis les années 2010 le centre-ville fait l'objet d'un programme de réhabilitation avec ravalement des façades, démolition de certains immeubles de la période communiste et piétonisation de certaines rues.
- Cathédrale de Katowice
- Drapacz Chmur, un des premiers gratte-ciel construit en Europe
- Église Saint-Stéphane
- Katowice Rondo - Le plus grand rond-point de la ville, reconstruit récemment.
- Monument des insurgés silésiens (en polonais : Pomnik Powstańców Śląskich), situé à côté du Rondo, c'est un monument dédié au souvenir des Insurrections de Silésie au début des années 1920.
- Le Spodek est un grand complexe sportif. Son nom (soucoupe en français) vient de son architecture, qui le fait ressembler à une soucoupe volante
- Le centre international des congrès de Katowice, situé à côté du Spodek, ouvert depuis 2015
- Dworzec Główny Katowice est la principale gare ferroviaire de Katowice est un grand bâtiment des années 1970 situé près du Rynek. Il est prévu de la détruire et de la reconstruire après la reconstruction du Rondo et du Rynek.
- Pałac Goldsteinów, le palais Goldstein.

Un des bâtiments les plus remarquables de la ville avant la Seconde Guerre mondiale, était la Grande synagogue qui a été détruite par les nazis en 1939. Une plaque commémorative a été déposée place de la Synagogue, à son ancien emplacement.

## Clubs et évènements sportifs
La ville de Katowice a organisé le Championnat du monde de hockey sur glace en 1976, qui a vu la victoire de la Tchécoslovaquie.
De 2013 à 2016 un tournoi de tennis International était organisé, en remplacement de celui de Copenhague.
Elle accueille depuis 2014 les IEM Worlds Championship, organisé par l'ESL, dans le Spodek.
La ville de Katowice accueille toutes les rencontres du groupe B de la phase préliminaire qui compte pour le Championnat du monde masculin de handball 2023. Le match d'ouverture entre la Pologne et la France s'y joue le 11 janvier 2023 ainsi que les neuf rencontres du Groupe III du tour principal.

## Marché du travail à Katowice
Les offres sont facilement accessibles à de nombreux groupes professionnels. Les statistiques prouvent le bon état du marché du travail local. Selon les données de l'Office central des statistiques, le chômage à Katowice atteint un niveau record à l'échelle nationale. Fin janvier 2023, le taux de chômage n'était que de 1,4 %, avec une moyenne nationale de 5,5 % et un taux provincial de 3,9 %. À cette époque, environ 3 000 personnes cherchaient du travail au PUP Katowice. chômeurs inscrits. À Katowice et dans les environs, on peut encore parler du marché du travail des salariés. Les candidats viennent à Katowice de nombreuses villes, par exemple Bielsko-Biała, Wrocław ou Cracovie, et même de l'étranger.
Les opportunités d'emploi à Katowice sont fournies par le Baromètre des professions - une prévision annuelle préparée à la demande du ministère de la Famille, du Travail et de la Politique sociale pour toutes les régions du pays. Les résultats de l'enquête montrent qu'en 2023 à Katowice, les employeurs ont du mal à recruter des spécialistes qualifiés (par exemple avec des qualifications, la formation attendue, etc.), principalement issus des secteurs des transports, de la construction, de la santé, de l'éducation et de la comptabilité. Cependant, les postes s’appliquent à de nombreuses catégories de salariés. Nous recherchons des managers, des commerciaux, des RH, du service client, des aides ménagères et des spécialistes en gestion d'entreprise. Dans de nombreux cas, du travail est également proposé aux Ukrainiens et à d'autres étrangers - en particulier dans les secteurs où il existe une forte pénurie de personnes disposées à travailler (construction, industrie, services de soins, commerce).

## Archevêché
- Archidiocèse de Katowice
- Cathédrale du Christ-Roi de Katowice

## Personnes célèbres de Katowice
- Hans Bellmer, photographe surréaliste allemand
- Henryk M. Broder, journaliste
- Willy Fritsch, acteur allemand
- Maria Goeppert-Mayer, physicienne allemande
- Kurt Goldstein, neurologiste
- Henryk Górecki, compositeur de musique classique
- Ewald Jaschek, né à Katowice, membre du groupe autonomiste alsacien Die Schwarzen Wölfe, les Loups Noirs
- Wojciech Kilar, compositeur de musique classique et de musique de film
- Bogusław Klozik, lutteur
- Jerzy Kukuczka, alpiniste
- Kazimierz Kutz, acteur
- Franz Mauve, vice-amiral de la marine impériale allemande
- Franz Leopold Neumann, philosophe et juriste allemand
- Hans Sachs, sérologiste allemand
- Adam Taubitz, musicien de jazz
- Rudolf Schnackenburg, théologien
- Aleksandra Śląska, actrice
- Alexander Ulfig, philosophe et sociologue allemand

## Communications
Aéroport le plus proche : Katowice International KTW.

## Jumelages
La ville de Katowice est jumelée avec :
- Ostrava (Tchéquie) ;
- Košice (Slovaquie) depuis le 6 mai 2000 ;
- Opava (Tchéquie) ;
- Shenyang (Chine) ;
- Cologne (Allemagne) ;
- Saint-Étienne (France) depuis 1994 ;
- Mobile (États-Unis) ;
- Odense (Danemark) ;
- Miskolc (Hongrie) ;
- Groningue (Pays-Bas) ;
- Comté de Dublin Sud (Irlande).